# Aleid Wensink
Aleid Johan Herman August Wensink, ook bekend onder zijn pseudoniem Willem Enzinck, (Apeldoorn, 31 oktober 1920 – Oostburg, 12 augustus 2001) was een Nederlands journalist, dichter, essayist en vertaler.
Wensink doorliep het gymnasium te Zwolle en begon daarna de studie Nederlandse taal en letteren aan de Utrechtse universiteit. Hij debuteerde op vijftienjarige leeftijd met journalistiek werk. In de Tweede Wereldoorlog was hij een van de paradepaardjes van de nationaalsocialistische uitgeverij De Amsterdamsche Keurkamer van George Kettmann. In 1941 verscheen van hem bij deze uitgeverij onder het pseudoniem Johan Ponteyne de essaybundel Tegen de decadenten: een drietal beschouwingen over onze hedendaagsche letterkunde, waarin hij het literaire werk aanviel van E. du Perron, Menno ter Braak, Jan Greshoff en Simon Vestdijk. In 1942 voerde hij naar aanleiding van zijn essays een literaire polemiek met Pierre H. Dubois.
Onder een ander pseudoniem, George de Sévooy, publiceerde Wensink in 1942 bij dezelfde uitgeverij de brochure Criterium voorbij, die zich eveneens tegen de moderne letterkunde keerde, en de dichtbundels Ster en blazoen en Beloken land. Wensink beschouwde zich destijds als een literator van de Nieuwe Orde. In zijn essays poogde hij af te rekenen met een aantal letterkundigen uit het interbellum en trachtte hij de grondslagen te leggen voor de literatuur van de toekomst.
Na de Tweede Wereldoorlog publiceerde Wensink proza en poëzie onder een nieuw pseudoniem, Willem Enzinck, en schreef hij over beeldende kunst waaronder Gaston De Mey. Ook was hij actief als vertaler uit het Duits, Frans en Engels. Het meeste succes had Wensink met zijn werken die geïnspireerd zijn op zijn talrijke reizen, zoals Maria met de houten jurk (1959) en Mount Everest, later uitgegeven als De grote klim (1971). In 1967 kreeg hij voor zijn reisboek Licht van Hellas de ANWB-prijs).